# Sinar Palembang
Sinar Palembang is een bestuurslaag in het regentschap Lampung Selatan van de provincie Lampung, Indonesië. Sinar Palembang telt 1818 inwoners (volkstelling 2010).